# Себастьян Абреу
Себастьян Абреу (ісп. Sebastián Abreu, нар. 17 жовтня 1976, Мінас) — уругвайський футболіст, нападник.
Чотириразовий чемпіон Уругваю, дворазовий чемпіон Аргентини. У складі збірної — володар Кубка Америки.

## Клубна кар'єра
Народився 17 жовтня 1976 року в місті Мінас. Вихованець футбольної школи клубу «Дефенсор Спортінг». Дорослу футбольну кар'єру розпочав 1996 року в основній команді того ж клубу, в якій провів один сезон, взявши участь у 24 матчах чемпіонату, після чого перебрався до аргентинського «Сан-Лоренсо».
У січні 1998 року Абреу вперше відправився до Європи, підписавши контракт з іспанським «Депортіво», проте не зміг закріпитись у Ла Лізі і віддавався в оренду до бразильського «Греміо» та аргентинського «Естудіантес Текос». 2001 року, також виступаючи на правах оренди, з «Сан-Лоренсо» став чемпіоном Аргентини, а з «Насьйоналем» — чемпіоном Уругваю. Після цього був відданий в оренду до мексиканського клубу «Крус Асуль». Відіграв за команду з Мехіко наступні два сезони своєї ігрової кар'єри. Більшість часу, проведеного у складі «Крус Асуль», був основним гравцем атакувальної ланки команди і одним з головних бомбардирів команди, маючи середню результативність на рівні 0,88 голу за гру першості. Після цього також на правах оренди грав за мексиканські клуби «Америка» та «Естудіантес Текос».
2004 року, після завершення контракт з «Депортіво», на правах вільного агента повернувся на батьківщину, де став гравцем «Насьйоналя», з яким 2005 року знову став чемпіоном Уругваю. Того ж року знову повернувся до Мексики, де виступав за «Дорадос де Сіналоа», «Монтеррей», «Сан-Луїс» та «УАНЛ Тигрес».
2008 року, після недовгої оренди в «Рівер Плейті», з яким вдруге виграв чемпіонат Аргентини, знову відправився до Європи, перейшовши в «Бейтар» (Єрусалим), а потім, ненадовго повернувшись до «Рівер Плейта», виступав за іспанський «Реал Сосьєдад» та грецький «Аріс», проте так заграти на європейському континенті і не зміг.
2010 року підписав контракт з бразильським «Ботафогу», де протягом двох років був основним гравцем команди, але у сезоні 2012 року втратив місце і був відданий в оренду в «Фігейренсе», якому не зміг допомогти зберегти прописку в еліті.
2012 року Абреу повернувся в «Насьйональ», проте і тут не мав стабільного місця в основі, зігравши за сезон 2012/13 лише 11 матчів в чемпіонаті (2 голи). Через це влітку 2013 року гравця було віддано в оренду в аргентинський «Росаріо Сентраль». Відтоді встиг відіграти за команду з Росаріо 27 матчів в національному чемпіонаті.
В кінці 2018 року підписав контракт з бразильським «Ріо-Бранку». Цей клуб став для нього 28 у кар'єрі і таким чином Абреу встигнув пограти за свою кар'єру за найбільшу кількість клубів.

## Виступи за збірну
1996 року дебютував в офіційних матчах у складі національної збірної Уругваю.
Разом зі збірною Уругваю нападник грав на трьох Кубках Америки — в 1997, 2007 та 2011 роках, коли Уругвай в рекордний, 15-й раз став переможцем турніру. Крім того Абреу брав участь у фінальній стадії чемпіонату світу 2002 року в Японії і Південній Кореї і чемпіонату світу 2010 року у ПАР, на якому Себастьян забив післяматчевий пенальті у ворота збірної Гани в стилі Антоніна Паненки, цей удар вивів збірну Уругваю в півфінал турніру.
Останній матч за збірну провів 2 червня 2012 року проти збірної Венесуели (1:1). Всього провів у формі головної команди країни 70 матчів, забивши 26 голів.

## Титули і досягнення
- Чемпіон Уругваю (4):

«Насьйональ»: Клаусура/Уругвай 2001, Апертурв 2003, Апертурв 2004, Уругвай 2005
- Чемпіон Аргентини (2):

«Сан-Лоренсо»: Клаусура 2001
«Рівер Плейт» (Монтевідео): Клаусура 2008
- Володар Кубка Америки (1):

Уругвай: 2011

### Індивідуальні
- Найкращий бомбардир чемпіонату Мексики (4): Літо 2000[4], Літо 2002, Апаратура 2005[5], Клаусура 2006[6]
- Найкращий бомбардир чемпіонату Уругваю (1) : 2001

## Цікаві факти
Себастьян Абреу 28 разів змінював клубну прописку, що є абсолютним світовим рекордом. Сталося це після того як нападник залишив гондураську Санта-Текла, підписавши контракт з бразильською Бангою.
За 22 роки активної кар'єри футболіст пограв в 23 командах, при цьому періодично повертався в колишні клуби.